# Ceruleo

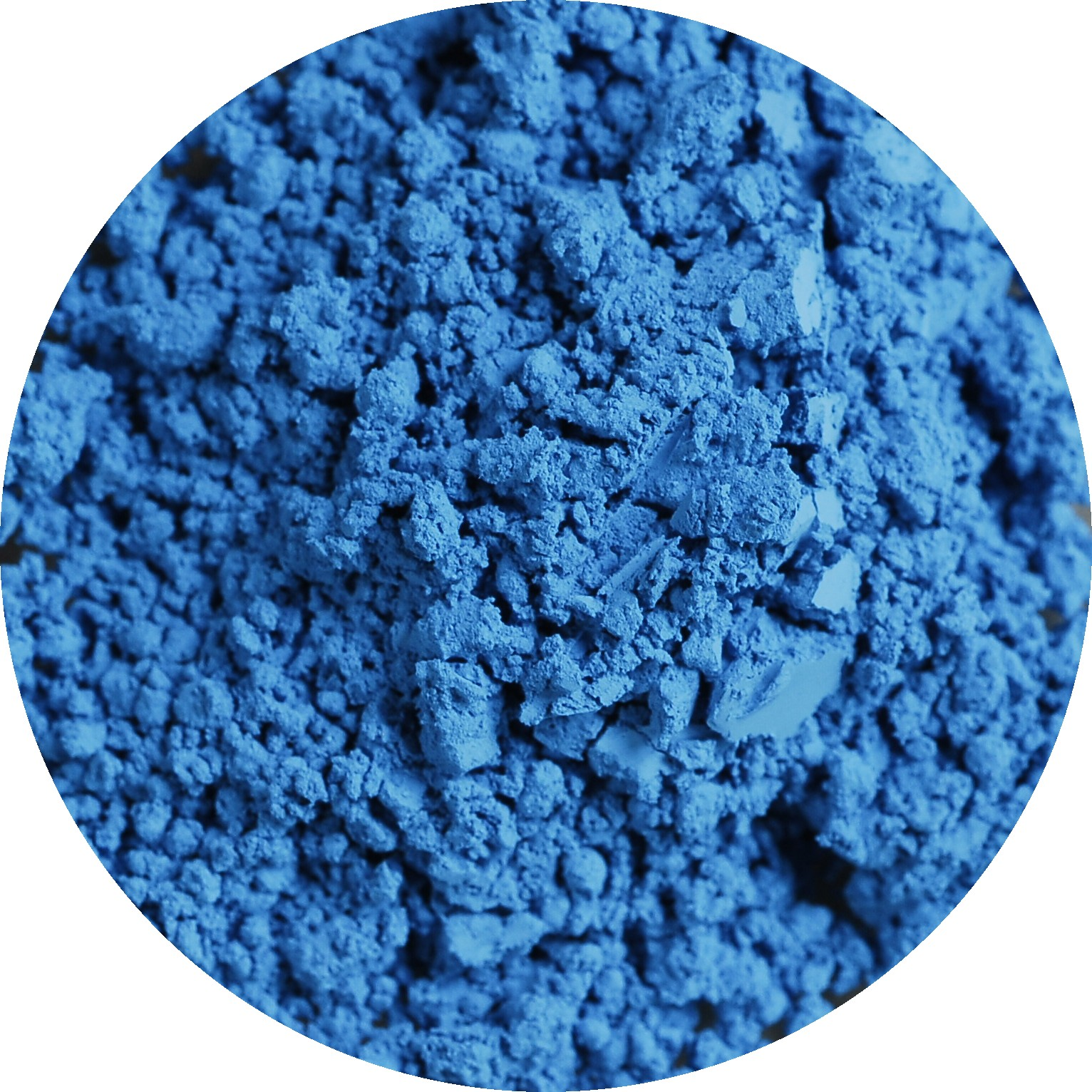

Il ceruleo è una tonalità che varia dal blu profondo fino a tonalità più brillanti e persino all'azzurro, quasi sempre passando attraverso tonalità di verde. Il termine è usato anche come sinonimo di Cangiante.
La parola deriva probabilmente dal latino caeruleus, "blu scuro, blu o blu-verde", che a sua volta deriva probabilmente da caelulum, diminutivo di caelum, "paradiso, cielo".
Nella lingua inglese il termine è stato introdotto solo nel 1590.
Il blu ceruleo è la tonalità di blu con la quale normalmente si indica il colore del cielo.